# Bop Bop!
BOP BOP! es el sencillo debut del grupo de chicas surcoreano Viviz para su EP Beam Of Prism. El sencillo fue lanzado el 9 de febrero de 2022 por BPM Entertainment. En la composición de la canción participaron Im Sooho, anteriormente conocido como Iggy y Woong Kim, quienes fueron los productores principales de GFriend en sus primeros álbumes. 

## Antecedentes y lanzamiento
El 24 de enero de 2022, BPM Entertainment publicó un video promocional con el que anunció que Viviz debutaría el 9 de febrero. Además, confirmó que su primera producción musical sería un miniálbum titulado Beam Of Prism. El 2 de febrero se reveló la lista de canciones del EP,  entre ellas el sencillo principal «BOP BOP!».

## Composición
«BOP BOP!» es una canción del género dance pop y que combina ritmos latinos y música disco. Además, la letra trata sobre «la aspiración [del grupo] de disfrutar la música».

## Promoción
El 9 de febrero Viviz realizó una presentación en vivo para el lanzamiento del EP Beam Of Prism, mientras que el 10 de febrero interpretó la canción en el programa musical M Countdown de Mnet. Aunque debido a la programación de los Juegos Olímpicos de Invierno no se presentaron en otros programas. El 16 de febrero obtuvieron el primer lugar en el programa Show Champion de MBC Music y al día siguiente repitieron la hazaña en M Countdown ganando por segunda ocasión el primer lugar.

## Reconocimientos

### Premios en programas de música
| Programa                  | Fecha                 | Ref.   |
| ------------------------- | --------------------- | ------ |
| Show Champion (MBC Music) | 16 de febrero de 2022 | [ 10 ] |
| M Countdown (Mnet)        | 17 de febrero de 2022 | [ 9 ]  |

### Listados
| Publicación  | Lista                               | Ranking  | Ref.   |
| ------------ | ----------------------------------- | -------- | ------ |
| Cosmopolitan | Las mejores canciones K-Pop de 2022 | 15.º     | [ 11 ] |
| Teen Vogue   | The 79 Best K-Pop Songs of 2022     | Incluida | [ 12 ] |

## Posicionamiento en listas
| Lista (2022)                                        | Mejor posición | Ref.   |
| --------------------------------------------------- | -------------- | ------ |
| Corea del Sur (Gaon Digital Chart)                  | 113            | [ 13 ] |
| Corea del Sur (K-pop Hot 100)                       | 60             | [ 14 ] |
| Estados Unidos (World Digital Song Sales Billboard) | 5              | [ 15 ] |

## Historial de lanzamiento
| País          | Fecha                | Formato                         | Sello             |
| ------------- | -------------------- | ------------------------------- | ----------------- |
| Corea del Sur | 9 de febrero de 2022 | CD, descarga digital, streaming | BPM Entertainment |